# Isthme cavo-tricuspide
L’isthme cavo-tricuspide est un tissu fibreux se situant dans la paroi de l'atrium droit du cœur.

## Description
L'isthme cavo-tricuspide se situe dans la partie postérieure et inférieure de l'atrium droit
Il forme une bande de 5 à 10 mm de largeur pour une longueur de 2 à 3 cm entre l'orifice de la veine cave supérieure et l'anneau fibreux droit.
Il est limité latéralement par la paroi postérieure de l'atrium et médialement par le septum interatrial.
Il est composé de tissu fibro-adipeux et de fibres musculaires organisées en faisceaux.

## Anatomie fonctionnelle
L'isthme cavo-tricuspide est une zone de ralentissement de l'influx électrique cardiaque.

## Aspect clinique
L'isthme cavo-tricuspide est une cible d'ablation pour le traitement du flutter atrial, du fait de son taux de succès et du peu de complications, alors que le traitement pharmaceutique est relativement inefficace.